# Pasos hacia una ecología de la mente
Pasos hacia una ecología de la mente es una colección de documentos cortos de Gregory Bateson acerca de su larga y polifacética carrera. Incluye ensayos sobre antropología, cibernética, psiquiatría y epistemología. Fue publicado, originalmente, por Chandler Publishing Company en 1972.
El libro inicia con una serie de metálogos, los cuales toman la forma de conversaciones con su hija. Los metálogos son, principalmente, curiosos ejercicios de pensamiento con títulos como "¿Qué es un instinto?" y "¿Cuánto es lo que sabes?". En los metálogos, la misma estructura del juego dialéctico está cercanamente relacionada con el tema de la obra.
La siguiente sección es una colección de escritos antropológicos, muchos de los cuales fueron escritos cuando estaba casado con Margaret Mead.
La parte III está dedicada al asunto de la "Forma y Patología en las Relaciones". Su ensayo sobre el alcoholismo es un buen ejemplo de su imponente intelecto. Allí examina el estado alcohólico de la mente y la metodología de Alcohólicos Anónimos desde el marco del, por ese entonces naciente, campo de la cibernética.
La parte IV es una colección de escritos acerca de "Biología y Evolución".
La parte V está dedicada a "Epistemología y Ecología".
La parte VI es titulada "Crisis en la Ecología de la Mente".